# Vertebrae (musikalbum)
Vertebrae är det tionde studioalbumet med det norska metal-bandet Enslaved. Albumet utgavs hösten 2008 av skivbolaget Indie Recordings i Europa och av Nuclear Blast i USA.

## Låtlista
1. "Clouds" (Kjetil Tvedte Grutle/Ivar Skontorp Peersen) – 6:08
2. "To the Coast" (Peersen) – 6:27
3. "Ground" (Peersen) – 6:37
4. "Vertebrae" (Grutle/Peersen) – 5:00
5. "New Dawn" (Peersen) – 5:22
6. "Reflection" (Grutle/Peersen) – 7:44
7. "Center" (Peersen) – 7:32
8. "The Watcher" (Grutle/Peersen) – 4:11

## Medverkande
Enslaved
- Grutle Kjellson (eg. Kjetil Tvedte Grutle) – sång, basgitarr
- Ivar Bjørnson (Ivar Skontorp Peersen) – gitarr, ljudeffekter
- Ice Dale (Arve Isdal) – sologitarr
- Herbrand Larsen – keyboard, orgel, sång
- Cato Bekkevold – trummor, percussion

Bidragande musiker
- Johnny Skalleberg – Space Echo (Roland RE-201)
- Ronni Le Tekrø (Rolf Ågrim Tekrø) – sologitarr (spår 1)

Produktion
- Grutle Kjellson – producent, omslagsdesign
- Ivar Bjørnson – producent, ljudtekniker, design
- Herbrand Larsen – producent, ljudtekniker
- Ice Dale – ljudtekniker
- Mike Hartung – ljudtekniker
- Johnny Skalleberg – ljudtekniker
- Evil Joe Barresi – mixning
- George Marino – mastering
- Truls Espedal	 – omslagsdesign, omslagskonst
- Trine Paulsen – omslagsdesign
- Kim Sølve – omslagsdesign
- Tina K. (Tina Korhonen) – foto
- Asle Birkeland – foto